# 约翰·诺尔
约翰·诺尔（英語：John Knoll，1962年10月6日—），是美國工业光魔（ILM）的視覺特效總監和首席創意長（CCO）。他和他的兄弟托马斯·诺尔（Thomas Knoll）是點陣圖圖像編輯器Adobe Photoshop的最初开发者。作为视觉特效总监，他最知名的作品是电影《星球大战》前传系列和1997年星球大战的正传特別版。除此之外，他还曾是《星际旅行VII：日换星移》、《星际旅行VIII：第一类接触》、《加勒比海盗系列电影》等影片的视觉特效总监。2006年，他凭借《加勒比海盗2：聚魂棺》获得了第79屆奥斯卡最佳视觉效果奖。
诺尔受到导演詹姆斯·卡梅隆、高爾·韋賓斯基、葛雷摩·戴托羅、布拉德·伯德等人的啟發。他與戴托罗在电影《环太平洋》中第一次合作，戴托罗談到诺尔：“基本上他有着孩童般的内心和科学家的精神，这是一个很棒的结合。”。
诺尔也是电影《深渊》的计算机图形学项目设计師，借此他帮助工业光魔得到了第十次奥斯卡最佳视觉效果奖的成就。之後他也曾在《星际旅行》的电视剧集工作过，分别是《星际旅行：下一代》的首集《远点遭遇战》，以及《星舰奇航记：银河前哨》的剧集探索者（Explorers）。
他的兄弟是托马斯·诺尔（Thomas Knoll），然後他們的父親葛伦·诺尔（Glenn Knoll）是密歇根大学的荣誉教授。
除了视觉特效的工作之外，诺尔也在2016年上映的史诗太空歌剧电影，《星球大战》系列的前传故事《星际大战外传：侠盗一号》擔任编剧之一。

## 主要参与影片

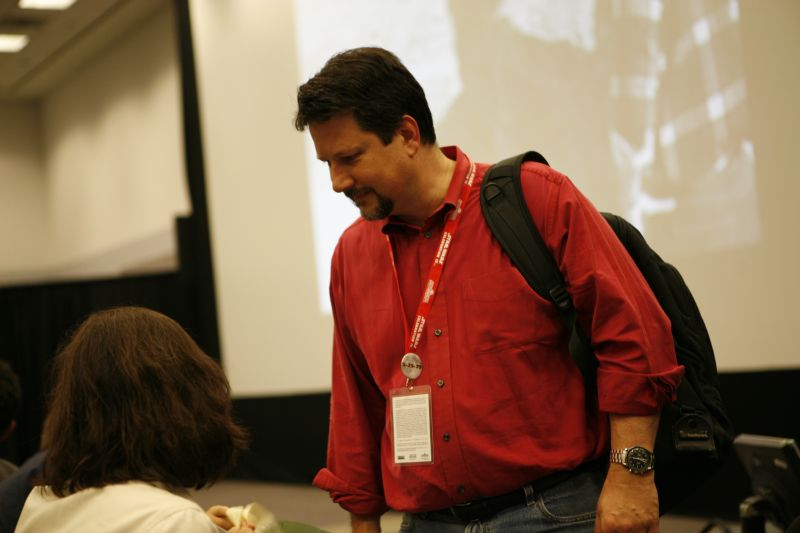
约翰·诺尔於2007年

| 年份 | 名称                       | 身份                         |
| ---- | -------------------------- | ---------------------------- |
| 2016 | 星际大战外传：侠盗一号     | 视觉特效总监、执行制片、编剧 |
| 2013 | 环太平洋                   | 视觉特效总监                 |
| 2011 | 不可能的任務：鬼影行動     | 视觉特效总监                 |
| 2011 | 雨果                       | 视觉特效总监                 |
| 2011 | 兰戈                       | 视觉特效总监                 |
| 2011 | 超級8                      | 数位艺术家                   |
| 2009 | 阿凡达                     | 视觉特效总监                 |
| 2009 | 哈利·波特与混血王子        | 数位艺术家                   |
| 2009 | 购物狂的自白               | 视觉特效总监                 |
| 2008 | 极速赛车手                 | 视觉特效总监                 |
| 2007 | 神鬼奇航3：世界的盡頭      | 视觉特效总监                 |
| 2006 | 神鬼奇航2：加勒比海盜      | 视觉特效总监                 |
| 2005 | 星球大战III：西斯的复仇    | 视觉特效总监                 |
| 2003 | 加勒比海盗：黑珍珠号的诅咒 | 视觉特效总监                 |
| 2002 | 星球大战II：克隆人的进攻   | 视觉特效总监                 |
| 2000 | 火星任务                   | 视觉特效总监                 |
| 1999 | 水深火热                   | 视觉特效总监                 |
| 1999 | 星球大战I：幽灵的威胁      | 视觉特效总监                 |
| 1996 | 星际旅行VIII：第一类接触   | 视觉特效总监                 |
| 1996 | 谍中谍                     | 视觉特效总监                 |
| 1994 | 星际旅行VII：日换星移      | 视觉特效总监                 |
| 1994 | 小鬼当街                   | 视觉特效总监                 |
| 1991 | 终极神鹰                   | 视觉特效总监                 |
| 1991 | 铁钩船长                   | 视觉特效总监                 |
| 1990 | 猎杀红色十月号             | 视觉特效总监                 |
| 1989 | 深渊                       | CG总监                       |
| 1988 | 风云际会                   | 运动控制摄像员               |
| 1987 | 惊异大奇航                 | 运动控制摄像员               |
| 1987 | 太阳帝国                   | 运动控制摄像员               |
| 1987 | 星际旅行：下一代           | 运动控制摄像员               |
| 1986 | 星际旅行IV：抢救未来       | 运动控制摄像员               |
| 1986 | 伊奥船长                   | 运动控制摄像员               |

## 書籍
- John Knoll, J. W. Rinzler: Creating the Worlds of Star Wars: 365 Days with CDROM; Book about the Making of the Star Wars Saga; ISBN 0-8109-5936-4